# 5862 Sakanoue
5862 Sakanoue (1983 AB) là một tiểu hành tinh vành đai chính được phát hiện ngày 13 tháng 1 năm 1983 bởi T. Seki ở Geisei.